# Operacija Dinara
Operacija Dinara je bio naziv niza operacija koje su njemačke, talijanske i snage NDH izvele protiv partizana u zapadnoj Bosni. Sama operacija je dogovorena 13. rujna 1942. na sastanku talijanskog generala Maria Roatte i poglavnika NDH Ante Pavelića. 